# Voo Santa Bárbara Airlines 518
O Voo Santa Barbara Airlines 518 foi um voo entre as cidades de Mérida e Caracas na Venezuela, da Santa Bárbara Airlines, no dia 21 de Fevereiro de 2008. O voo saiu do aeroporto às 17h29 (UTC-4h30) e chegaria à cidade de Caracas uma hora e 20 minutos depois, mas houve um desvio na sua rota, devido ao mau tempo.
Minutos após a decolagem, a aeronave perdeu o conta(c)to com a torre de controle ao colidir com uma montanha. Os destroços da aeronave foram encontrados e, segundo o chefe das operações SAR, o avião está "pulverizado" nos Andes venezuelanos. O governo da Venezuela informou que não havia sobreviventes.
O avião foi operado pela empresa brasileira Total Linhas Aéreas, sob a matrícula PR-TTC, entre os anos de 2002 e 2005.